# Gaál Zoltán (fotográfus)
Gaál Zoltán (Budapest, 1953. április 18. –) magyar fotográfus.
A magyar fotográfia középkorosztályához tartozó szakfényképész, ezzel párhuzamosan művészi igényű fényképeket készítve, fotóriporterként induló, majd az évek során művésszé váló fotográfus. Dokumentarista, emberközpontú képeket készít. A hagyományos fototechnikát részesíti előnyben, bizonyos eszköztelenség, a látásmód központúság jellemzi képeit.

## Pályája
Budapesten született, szülei Gaál Ferenc újságíró és Pintér Edit közgazdász.
Első generációs értelmiségi család.
Középfokú iskoláját Sátoraljaújhelyen, fényképész tanulmányait a MüM.5. sz. Fényképész Szakmunkásképző Iskolában végezte 1972 és 1974 között. 1978-ban elvégezte a MÚOSZ Újságíró Iskola Fotóriporteri Szakát, 1976–1983 között pedig a MLEE esztétika szakosítóját. 1986 és 1988 között az Oszakai Művészeti Egyetem Fotográfiai Tanszékén volt kutató ösztöndíjas. Ezt követően tette le japán nyelvből felsőfokú nyelvvizsgáját.
Kitűnő japán mesterektől tanult, Iwamiya Takeshi és Inoue Seiryu, a fotográfiai hagyomány tisztelet és eszköztelenség jellemzi műveit. Munkásságára nagy hatással bírt szoros barátsága Gera Mihállyal, mesterével, könyvei szerkesztőjével.
Szubjektív-dokumentarista fotográfus.
Munkahelyei sorban az Ifjúsági Lapkiadó, Pajtás szerkesztőség 1972–től, a Mai Magazin 1983-tól, a Magyar Ifjúság 1988–1990 között. 1988 és 2000 között az Ifjúsági Magazin, az Erato és a Képvilág külső munkatársa volt. 1992-től a Képes 7-nél dolgozott, majd 1994-ben szabadúszó fotográfus lett. 1997-től 2008-ig a Bálint György Újságíró Akadémia tanára volt.

## Tagságai
- MÚOSZ, 1980
- Fiatal Fotóriporterek Stúdiója, vezetője 1980-84
- Fiatalok Fotóművészeti Stúdiója, meghívott 1981-83
- Magyar Fotóművészek Szövetsége, 1996
- Magyar Fotóriporterek Kamarája alapító tag, 1994

## Egyéni kiállításai
- 1988 – „Kamagasaki”, Művészeti Egyetem, Oszaka
- 1998 – „Napló”, Mai Manó Ház
- 2000 – „Kocsma jelenetek”, Gyergyóalfalu

## Csoportos kiállításai
- 1995 – „Tízéves a Nagybaracskai Fotográfiai Alkotótelep”, Műcsarnok, Budapest
- 1996 – „Tokyo Today”, Koppenhága,
- 1997 – „Tokyo Today”, Tokió
- 1998 – „Tokyo Today”, Thesszaloniki
- 1999 – „Tokyo Today”, Stockholm
- 1997 – „Friss szemmel”, Vigadó Galéria, Budapest
- 2000 – „Gyökér” Mai Manó Ház, Budapest
- 2001 – „Dunacsekcső 2001” Vista Kávéház, Budapest
- 2004 – „Origó Galéria” Budapest
- 2006, 2007, 2008, 2009 – „Hortobágyi Nemzetközi Művésztelep Fotótagozata” kiállítása, Aranybika Galéria, Debrecen

## Főbb művei
- Itt vagyunk (fotóalbum) Magyar Fotóművészek Szövetsége kiadványa, 1991
- Napló, Esszésorozat (fotóalbum) Interart Kiadó, NKA támogatás, 1997
- Fényképtár 6. (fotóalbum) Interart Kiadó, NKA támogatás, 1998
- Felebarátaim (fotóalbum) Folpress Kiadó, NKA támogatás, 2000
- Közterek (fotóalbum) Csak képek sorozatban, Városháza Kiadó, 2002
- Budapest, Dunakanyar; fotó Gaál Zoltán, szöveg Székely András; Folpress, Bp., 2006
- 1 év, 50 pillanat. Válogatás; Folpress, Bp., 2008
- Mi van odafönt? (fotóalbum) Az én Budapestem sorozatban, Városháza Kiadó, 2008
- Metal, wood & gypsum, Nagy György Kálmán szobrairól, Szépkilátás Egyesület 2009
- Írók, költők utcái Budapesten (fotóalbum, szöveg Gera Mihály) 2010, Folpress Kiadó
- Játszó terek. Képnapló, 2008; Folpress, Bp., 2010
- Torony... magasan; bev. Jamrik Péter; Folpress, Bp., 2011
- Tokió. Murakami allúziók / Allusions to Murakami; Folpress, Bp., 2012 (szöveg Vihar Judit)
- Do; szerzői, Bp., 2016
- Abgang; ill. Für Emil, szerzői, Bp., 2019
- Kék szemmel; szerzői, Bp., 2020
- Testtáj; szerzői, Bp., 2021

Műveit a Magyar Fotográfiai Múzeum és a Tokió Városi Fotóművészeti Múzeum őrzi.

## Egyéb művek
- Ikebana a tányéron /japán szakácskönyv/, 1985
- Jiu-jitsu technikák 1-3/Kelemen István/Sportpropaganda Kiadó, 1983
- Karateföldön /Tótisz András-Sas István/, 1986
- Budapest-Dunakanyar /Székely András/2005, Folpress Kiadó (13 nyelvű képeskönyv)